# Birgit Herngård
Birgit Kristina Herngård, född 7 september 1910 i Härnösand, död 4 september 2003 i Umeå, var en svensk skolgrundare och skolkökslärare. Hon byggde upp och förestod skolköksseminariet i Umeå.

## Biografi
Birgit Herngårds far Erik Eriksson, ursprungligen från Jämtland, utbildade sig till lärare i Härnösand varefter han tog namnet Herngård, inspirerat av stadsnamnet. Modern Anna, född Kullamn, kom från Tåby utanför Söderköping. Paret fick tre barn under kort tid, en son och två döttrar med Birgit Herngård som mellanbarn. Hon gick i folkskolan varefter hon fortsatte sin skolgång i den sjuåriga flickskolan i Härnösand. Efter avslutad skolgång arbetade Birgit Herngård under ett års tid som barnflicka i Frankrike.
Åter i Sverige flyttade Birgit Herngård till Stockholm, där hon 1930 började på den tvååriga utbildningen vid Statens skolköksseminarium. Efter avslutad utbildning flyttade hon till Fredrika i Västerbotten. I skolan där hon arbetade fick hon en vän i den jämnåriga lärarinnan, sedermera konstnären, Berta Hansson. Efter ett år återvände hon till Stockholm och blev lärare på Statens skolköksseminarium. Birgit Herngård undervisade där i cirka femton år, fram till 1948 då hon flyttade till Umeå, rekryterad av den socialdemokratiske landstingspolitikern och Umeåbon, sedermera kommunikationsministern, Gösta Skoglund.
Väl i Umeå kom Birgit Herngård att ägna arbetet sitt fulla engagemang. Hon blev en uppskattad rektor och en god pedagog. Hon hade en stark känsla och förståelse för yngre generationer och visade sina medarbetare ett stort förtroende. Som ledare och kollega var hon uppmuntrande och stöttande men i sitt privatliv var hon återhållsam. Birgit Herngård tyckte om att dra sig tillbaka både för att läsa och vara ute i naturen, promenera och åka skidor.
När skolkökslärarinneseminariet öppnade hösten 1948 i landstingets regi var utbildningen tvåårig och tog emot 16 elever. Fram till förstatligandet 1961 växte elevantalet och 1953 bytte utbildningen namn till Seminariet för huslig utbildning eftersom en textillärarinneutbildning som startade 1954 skulle infogas i utbildningen. År 1965 infogades även en barnavårdslärarutbildning. När högskolereformen genomfördes 1977 blev institutionen en del av universitetet och fick namnet Institutionen för hushålls-, textil- och barnavårdsutbildning, HTB.
Vid starten hade skolköksseminariet i Umeå sina lokaler provisoriskt inrymda i det dåtida folkskoleseminariets källare. För att möjliggöra byggandet av bättre lokaler donerade staten en del av folkskoleseminariets stora gård till tomt. Birgit Herngård var djupt engagerad i tillkomsten av den nya byggnaden. Seminariet blev också något av en förebild för andra liknande institutioner. Birgit Herngård samarbetade med arkitekten Nils Tesch som ritade huset och med Carl Malmsten som inredde. Trädgårdsarkitekt Walter Bauer stod för gestaltningen av utemiljön. Den 12 maj 1955 invigdes seminariet med pompa och ståt. Statsminister Tage Erlander höll tal och Sibylla, hertiginna av Västerbotten, förgyllde tillställningen. Sara Lidman bidrog med dikten ”Sång till brödet”.
Birgit Herngård, som levde ensam hela sitt liv, bodde under sin sista tid på ett äldreboende i Umeå. Hon avled 2003, 93 år gammal, och begravdes i minneslunden på Norra kyrkogården i Umeå.